# Typosquatting
Typosquatting eller URL-kapning, är en form av cybersquatting och utnyttjar felstavningar av en internetbesökare för att locka denne till en annan webbplats.
Till exempel blir användaren omdirigerad till andra (skadliga) webbplatser om denne (av misstag) skulle skriva [www.wiipedia.org] eller [www.wilipedia.org] istället för [www.wikipedia.org].
Typosquatting innebär alltså att man skapar en webbplats med en startsidesadress som är väldigt lik originalsajtens adress eller rentav med samma adress men med en annan ändelse: [www.wikipedia.nu]

## Anledningar till typosquatting
- Generera träffar till en kommersiell webbplats
- Installera sabotageprogram på användarens dator för egen vinning
- Propaganda
- Chocksajter